# Dana (Jordanie)
Pour les articles homonymes, voir Dana.
Dana (en arabe : ضانا) est un petit village de Jordanie, situé dans l'agglomération de Tafilah (الطفيلة). Perché sur un piton rocheux, il domine la vallée de Dana.
Il jouxte la réserve naturelle de Dana. La coopérative locale offre l'hébergement et des installations écotouristiques.

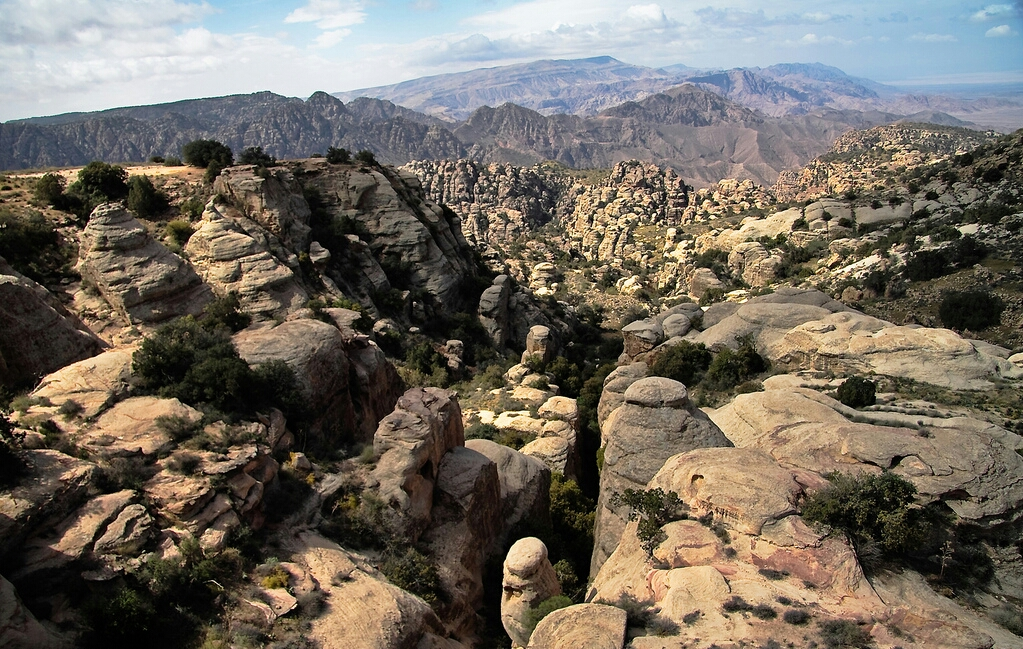
Vue sur Danna